# Лев Троцкий о советской бюрократии
Троцкий о советской бюрократии — политическая мысль Льва Троцкого, связанная с проблемой постреволюционной (советской) бюрократии. Троцкий начал исследование вопроса о бюрократизации в Советской России с первых лет существования нового государства и продолжал его все 1920–1930-е годы: теория Троцкого существенно определила его анализ политических событий в РСФСР/СССР.

## Введение

### Маркс и Энгельс о бюрократии. Большевистское понимание
В годы, предшествующие Октябрьской революции и непосредственно после неё, взгляды членов РСДРП на бюрократию формировались под влиянием различных концепций: как «народного» использования данного термина, так и классического марксистского описания. Из русского и европейского дискурса начала XX века большевики вынесли понимание бюрократии как, с одной стороны, «власти чиновников», с другой — совокупности должностных лиц, обличенных властью. Марксисты, к которым в те годы относил себя и Троцкий, также воспринимали бюрократию как множество негативных явлений, к которым относились чрезмерный формализм, избыточный документооборот и общая неэффективность управления. Из работ Маркса и Энгельса марксистами был унаследован анализ, связывавший проблему бюрократии с таким явлением как «политическое отчуждение» — причиной которого, в свою очередь, являлся «контроль буржуазии над государством», хотя наличие самой бюрократии было характерно для всех классовых обществ. Более того, Маркс и Энгельс полагали, что бюрократия исчезнет в будущем (см. полемику Маркса от 1843 года против гегелевской политической философии, сформулированную в работе «К критике гегелевской философии права», и статью «К еврейскому вопросу»). В целом, классики марксизма считали, что бюрократия будет существенно уменьшена уже на первом этапе социалистической революции — при диктатуре пролетариата — и она полностью исчезнет в социалистическом обществе будущего.

### Ленин. «Государство и революция»
Своё видение проблемы бюрократии было и у Ленина: в работе «Государство и революция», опубликованной накануне Октября, он писал, что при строительстве социалистической экономики пост-революционному государству временно потребуется продолжение существования бюрократии; однако эта новая бюрократия будет радикально отличаться от буржуазной — государственное управление вместо специальных чиновников будет осуществляться простыми лицами, которые будут избраны на должность и будут подлежать отзыву в любой момент. Кроме того, их заработная плата не будет превышать средний заработок рабочих. Ленин также предвидел, что пролетарское государство по-прежнему будет нуждаться в подготовленном персонале инженеров, агрономов и других специалистов, однако эти эксперты, по мысли большевистского лидера, не представляли угрозы для контроля общества над государством.
Несмотря на ожидания, сформированные под влиянием дореволюционных работ, вскоре после самой революции многие большевики, включая Троцкого, обнаружили возрождение явлений, которые они рассматривали как свойства бюрократии или проявления бюрократизма.

## Эволюция взглядов

### Революция и проблема бюрократии: 1917—1922

#### Терминология
C 1917 по 1922 год Троцкий, наряду с другими членами РСДРП(б), часто высказывал опасения по поводу роста бюрократии в советском государственном аппарате. Однако — в отличие как от партийных оппозиционеров, так и от Ленина — в данный период Троцкий не рассматривал проблему советской бюрократии в марксистских терминах «политического отчуждения»: он не определял ее с точки зрения тенденции политического аппарата доминировать над обществом; он также не считал, что бюрократия была связана с влиянием «эксплуататорских классов» на советское государство. Революционер определял проблему практически исключительно с точки зрения неэффективности советских институтов государственного управления. В частности, он использовал различные значения термина «бюрократия» в отношении трех проблем: он осуждал чиновников («бюрократов»), которые, исходя из личных интересов, выступали против реализации той или иной политики, считавшейся Троцким эффективной; он критиковал как «бюрократизм» и «канцелярщину» неэффективные привычки чиновников; он также осуждал «бюрократию», воплощенную в неэффективной организации целых областей работы.
За первые пять лет существования Советской России разногласия внутри самой большевистской партии (по поводу смысла термина «бюрократия») иногда порождали путаницу, в рамках которой Троцкий, подвергшись политическому осуждению за свои «бюрократические» (авторитарные) методы управления, отвечал обвинениями в «бюрократии» или «бюрократизме» уже в адрес своих критиков. Фактически, стороны использовали один термин для обозначения совершенно разных проблем управления. Твисс считал, что в данный период «исключительная» забота наркомвоенмора Троцкого об эффективности была, в значительной степени, связана с его обязанностями на посту главы крупнейшего отдела всего советского аппарата — военного наркомата. Взгляды Троцкого на бюрократию, сформулированные им до 1923 года, с трудом можно назвать законченной теорией.

#### О бюрократической неэффективности. Обструкционализм
В конце 1918 года — начале 1919 года имело место первое обсуждение Троцким проблемы советской бюрократии — оно было связано с политическим сопротивлением использованию бывших царских офицеров в Красной армии (см. Военная оппозиция). По мнению Троцкого, подобная изначальная враждебность к специалистам была иррациональна с военной точки зрения и могла быть объяснена только отсутствием знаний (или позиции заботы о личном благополучии). В частности, Троцкий намекал на Сталина (см. Царицынский конфликт).
Кроме того, Троцкий в те годы высмеивал советских бюрократов как людей некомпетентных, самодовольных, ленивых и консервативных; он писал о трудовых привычках и рабочих установках советских чиновников, отмечая их чрезмерную озабоченность формальностями и документами, а также — общую атмосферу апатии и лени. Иногда революционер говорил о «бюрократии» и в позитивном смысле обращая внимание на такие её характеристики как рациональность, «тейлоризм», ответственность, планирование и учёт (в дальнейшем он никогда не возвращался у подобному позитивному описанию явления). Кроме того, Троцкому принадлежит и собственное определение бюрократизма как системы, которая «состоит во внимании к пустой форме за счет содержания» («Внимание к мелочам»).

#### «Главкократия»
Кроме осуждения самих бюрократов, руководствовавшихся личными интересами, Троцкий отмечал и другой (более важный) аспект бюрократии: неэффективность, которая была, по его мнению, «встроена» в саму структуру советских военных, политических и, в особенности, экономических институтов. В частности, революционер критиковал чрезмерный централизм подобных институтов, а также — их неадекватную координацию между собой. С конца 1919 по 1922 год Троцкий «подробно и последовательно» писал об этой форме бюрократии больше, чем о любой другой. При этом, ещё весной 1919 года он впервые начал осуждать бюрократизм, присущий «неадекватной» координации местных советских институтов: в частности, во время наступления Колчака он жаловался, что подкрепление прибывало на фронт медленно в связи с задержками в поставке униформы для солдат; подобная «волокита» имела место на уровне губерний и уездов.
К концу 1919 года должностные обязанности Троцкого в качестве наркомвоенмора привели его к изучению аналогичных проблем, связанных с неэффективностью военного производства: в этой сфере он вновь обнаружил характерный чрезмерный централизм и неадекватную координацию на местном уровне. В декабре, на седьмом съезде Советов, (а затем и на заседании Московского партийного комитета в следующим месяце) он сообщил однопартийцам, что зачастую одно учреждение губернии располагает тканью, второе — нитками и пуговицами, а третье — свободным швейным цехом; и при этом в той же губернии были расквартированы «неадекватно» одетые солдаты. Проблема состояла в том, что обмен материалами между ведомствами должен был получить одобрение «центра»:
One cannot imagine greater idiocy passing under the name of centralism’. A stop must be put to this monstrous bureaucratism.[180]
Практика «избыточного» контроля со стороны московских организаций (прежде всего, главков ВСНХ) над провинциальными ведомствами уже осуждалась в тот период: существовал даже специальный термин, «главкизм», для обозначения подобной системы. Троцкий переименовал явление в «главкократию», определив её как «the rule of separate, vertically centralized glavki, which are not
linked organizationally and which are badly coordinated in their work’.[183]». Уже в 1920 году термин Троцкого стал «любимым словечком» (англ. byword) в кругах советских руководящих работников [236]. Даже Зиновьев — политический противник Троцкого в то время — в сентябре 1920 года, на Девятой партийной конференции, одобрил экономический анализ революционера; в 1921 году аналогично поступил и российско-американский экономист, антикоммунист Лео Пасвольский [237].
В различных своих публичных выступлениях Троцкий указывал на те «многочисленные» факторы, которые способствовали формированию «главкократии». По его версии, первоначально подобная система возникла как «необходимая и здоровая» реакция на крайнюю децентрализацию первого революционного периода, наступившего после установления Советской власти. Однако при создании институтов управления были допущены ошибки, поскольку не существовало исторического прецедента, который мог бы служить в качестве руководства к действию. Кроме того, обширность страны, плачевное состояние экономики, унаследованной от «старого режима» — а также и разрушения Гражданской войны — сильно осложнили задачу планирования экономической деятельности.[188] Из всего этого Троцкий в декабре 1920 года заключил, что «главкократия» являлась «переходным моментом при строительстве социалистической экономики», но теперь это была та « переходная форма, которую необходимо было преодолеть».[189]
В тот период Троцкий не соглашался с тем «лечение» бюрократических проблем, которое предлагал Ленин — развитие Рабоче-крестьянской инспекции. Троцкий — считая, что Рабкрин был создан для контроля над экспертами, служившими царю — утверждал в декабре 1920 года, что данный орган не подходил для борьбы с бюрократией. Собственное решение Троцкого состояло в том, чтобы приступить к реструктуризации всей советской экономики: от рядовых предприятий до «верха». В рамках предлагавшейся реформы, в первую очередь было необходимо определить степень экономической децентрализации в РСФСР — роль горизонтальной координации местных предприятий [194].

#### НЭП. Планирование и централизация
С наступлением период Новой экономической политики Троцкий перестал использовать термин «главкократия», но продолжил и даже усилил свою борьбу с бюрократической неэффективностью — причинами которой он теперь видел в отсутствии долгосрочного планирования и центральной координации между ведомствами.
to ensure that the central economic apparatus does function in such a way as to ensure the genuine and uninterrupted regulation of economic life by actively eliminating bureaucratic hindrances and assisting in the establishment of straightforward relationships between interdependent organs and establishments.[210]
В качестве решения революционер предлагал наделить законодательными функциями советский Госплан. Таким образом, основным вопросом в борьбе с бюрократизмом для Троцкого в тот период была необходимость централизованной координации всей экономики страны. По его версии, в отсутствие экономического руководства со стороны авторитетного государственного органа, экономические вопросы решались на разовой основе («так и сяк», лат. ab hoc) партийными комитетами: в письме членам Политбюро от 15 января 1923 года [220], Троцкий прямо указывал на это как на причину постоянного направления запросов в Секретариат, Оргбюро и Политбюро ЦК РКП(б), что, в свою очередь, создавало дополнительные бюрократические риски — теперь уже и для партии.

### От неэффективности к политическому отчуждению: 1923—1933

#### Изменение подхода. Последние работы Ленина
Тысяча девятьсот двадцать третий год стал переломным в развитии мысли Троцкого о бюрократии: с этого момента он стал характеризовать проблему в терминах «политического отчуждения», имевшего место сразу во всех политических институтах Советского Союза (см. Грузинское дело (1922)). С 1923 года и до своей гибели Троцкий оставался верен своим взглядам на бюрократизацию в СССР как на явление, вызванное отчуждением — разрывом между государственным аппаратом и «массами». Подобный «сдвиг в фокусе» восприятия привел его мысль в соответствие с доминирующей традицией марксистского анализа бюрократии.
Период с 1923 году характеризовался всё возраставшим конфликтом Троцкого (и его сторонников) с большинством в партийном руководстве, во главе со Сталиным. В этот период Троцкий, продолжая высказываться и об неэффективности бюрократического подхода к решению экономических вопросов, начал активно писать о бюрократизации в партийном аппарате: он начал ассоциировать проблему советской бюрократии с политическим отчуждением, вызванным снижением внутрипартийной демократии. Твисс полагал, что на Троцкого повлияла и собственная изоляция от большинства в политическом руководстве страны, отказывавшемся принять предложения Троцкого об усилении роли планирования в советской экономике. Поскольку Троцкий на протяжении всей своей жизни тесно связывал свою личную судьбу с судьбой революции, то в новых условиях отчуждения от центров власти он стал все больше и больше осознавать проблемы марксистского «политического отчуждения», которые ранее был склонен упускать из виду. Кроме того, по версии Твисса, на наркома повлияли и последние работы Ленина: в своем последнем разговоре с ним Троцкий принял предложение главы совнаркома о союзе для борьбы против бюрократизации партийной жизни.
Сессия ВЦИКа показала неправильность организации состава ВЦИКа. Громадное большинство членов его — должностные лица (Ленин «Письмо И. В. Сталину» 23/V 1922, ПСС 4-е, Т. 42, с. 372).
По мнению Твисса, в этот период наиболее важные замечания Троцкого о государственном бюрократизме появились в статье, написанной для «Правды» (3 апреля) и в харьковской речи (5 апреля). В обоих случаях Троцкий основывал свои мысли на недавних заявлениях Ленина на тему бюрократии: в частности в Харькове Троцкий говорил о проблеме «качества» в государственном управлении, использовав термин «государственная машина», которая:
начинается с молодого, самоотверженного, но довольно неопытного коммуниста», проходит через равнодушного канцелярского чиновника и заканчивается седой специалистом, который иногда, под безупречными формами, занимается саботажем ». То есть партия «создала эту неуклюжую, скрипучую машину, которая в значительной степени не« наша »» 48
Троцкий активно заимствовал мысли Ленина — попытки главы советского правительства объяснить причины неэффективности государства. Троцкий, в целом, перенял три источника бюрократизма, о которых писал Ленин в своих последних работах: низкий уровень советской культуры (см. книгу Троцкого «Литература и революция»), трудности строительства советского государства «в разгар революционной турбулентности» и тот факт, что большая часть административного аппарата РСФСР/СССР была «унаследована от царизма» [59][60]. Кроме того Троцкого беспокоило и искажении политики, вызванное «рыночными отношениями», частично вернувшимися в рамках НЭПа и которые, по его версии, оказывали давление извне на советское государство: члены «нэпской буржуазии» даже проникали в государственный аппаратур Советской России. Беспокойство Троцкого заключалось в том, что нэпманы использовали «государственную машину» в интересах частного капитала [63].
В своих предложениях по сокращению государственного бюрократизма Троцкий отделял себя от «крайних позиций» таких оппозиционных групп, как «Рабочая правда» и «Рабочая группа». Взгляды Троцкого в то время состояли в том, что, несмотря на все имевшиеся недостатки, советское государство как таковое не было враждебно по отношению к целям социализма — как утверждали представители данных групп.[67] Революционер также не был согласен с мнением, изложенным в анонимной оппозиционной брошюре, распространенной накануне партийного съезда — в ней содержался призыв к ликвидации ведущей роли большевистской партии[68] .
В начале 1923 года Троцкий объяснил растущий консерватизм и бюрократизм партийного руководства динамикой внутри самой партии: в частности, усилившейся к тому моменту специализацией как партийных чиновников, так и членов партии, вовлеченных в деятельность государственных органов. [81] По словам Троцкого, проблема такой специализации заключалась в том, что она могла привести к развитию «узкоспециализированной перспективы»: «бюрократизму», «ведомственности», «ведомственной дегенерации» и «кристаллизации в верхних слоях партии по профессии и департаменту» [82]. Кроме того на одиннадцатом партийном съезде, проходившем в 1922 год, он уже предупреждал, что озабоченность партии рутинными и практическими вопросами может привести к росту бюрократизма [83] — как это, по версии Троцкого, уже наблюдалось в те годы в западноевропейской социал-демократии и профсоюзном движении. Иными словами, специализация ведущих членов партии могла сузить их восприятие «перспективы» до такой степени, что при решении экономических вопросов они не могли бы понять потребности экономики страны в целом.
Предлагая в качестве решения проблемы бюрократизации ленинскую реформу Рабкрина и собственную идею о реформе Госплана, Троцкий добавлял к ней утверждение, что с бюрократизмом в партии можно бороться, увеличивая долю коммунистов-пролетариев [90] и проводя изменение в политике партийных печатных органов [91]. В частности, революционер рассматривал увеличение числа партийцев «от станка» как эффективный способ изолировать партию от «разлагающего давления» на рынка и НЭПманов.

## Влияние
В 1979 году будущий профессор права и социальной теории в Университете Нового Южного Уэльса Мартин Кригье отмечал влияние идей Троцкого, опубликованных после 1923 года, на исследователей бюрократии как социального и политического явления: Кригье считал, что труды революционера «оказали значительное влияние на восприятие самого понятия „бюрократия“ как более поздними марксистами, так и многими не-марксистами или экс-марксистами».
Ряд ученых также обратил внимание на влияние трудов Троцкого на исследования феномена сталинизма. Например, в 1954 году Джован Пламенац утверждал: «Как обвинительный акт сталинизму, восприятие Троцким Советской России является внушительным (англ. formidable). Та или иная версия анализа революционера была принята почти всеми вызывающими доверие критиками Сталина». Британский социалист Дункан Халлас отмечал, что несмотря на то, что анализ Троцкого советского строя 1930-х годов может быть подвергнуть критике, «он всё же был отправной точкой для любого серьезного анализа сталинизма с марксистской точки зрения». В 1988 году профессор истории Калифорнийского государственного университета в Ист-Бэй Генри Райхман утверждал, что «критика Троцкого продолжает формировать ключевые элементы того, что многие ученые — в том числе и враждебные марксизму — относят к сталинизму».
Томас Твисс полагал, что теория советской бюрократии, созданная Троцким, важна для изучения как советской истории, так и процесса «капиталистического восстановления» в России, странах бывшего СССР и Восточной Европе, в целом. В частности, уже в XXI веке, британский троцкист Алан Вудс утверждал, что анализ Троцкого «с задержкой в 60 лет» был «полностью оправдан историей», а западные исследователи — такие как профессор политологии Стивен Уайт и профессор международных отношений Аллен С. Линч — обратились к наблюдениям Троцкого от 1936 года, чтобы осветить динамику «капиталистической реставрации» в России.

## Историография
Взгляды Троцкого на советскую бюрократию рассматривались в целом ряде исследований: некоторых работы охватывали более широкие спектр проблем; другие были «узко» сосредоточены на одном аспекте из обширной теории революционера (или на одной его конкретной работе); третьи пытались составить краткий «набросок» развития взглядов Троцкого на бюрократию и/или сталинизм.

### «Широкие» исследования
К «широким» исследованиям Твисс относил многочисленные биографии Троцкого, общие исследования его политической мысли, а также работы, которые сравнивали взгляды революционера с другими теоретиками. В данной категории наиболее обширное исследование эволюции мысли Троцкого о советской бюрократии содержалось в «классической» биографической трилогии Исаака Дойчера (особенно, во втором и в третьем томах). К похожим биографическим работам можно было отнести книгу Роберта Вистриха (Wistrich) «Trotsky: Fate of a Revolutionary» и последние два тома за авторством Тони Клиффа. К общим исследованиям политической мысли Троцкого Твисс относил книгу Дункана Халласа (Duncan Hallas) «Trotsky’s Marxism», крупную работу Баруха Кней-Паца (Baruch Knei-Paz) «The Social and Political Thought of Leon Trotsky», книги Эрнеста Манделя (Ernest Mandel) «Trotsky as Alternative» и «Trotsky: A Study in the Dynamic of His Thought», а также — работу Джона Молинье (John Molyneux) «Leon Trotsky’s Theory of Revolution». К «книгам-сравнениям» Твисс относил работы Michael M. Lustig «Trotsky and Djilas: Critics of Communist Bureaucracy» и Emanuele Saccarelli «Gramsci and Trotsky in the Shadow of Stalinism». Работы, посвященные другим аспектам мысли советского наркома, в которых содержались его идеи о бюрократии, включали в себя неопубликованную диссертацию Дэвида Лоу «Троцкий в оппозиции: 1923—1940 годы», а также монографии «Эволюция теории революции Троцкого» Кертиса Стокса и «Троцкий, троцкизм и переход к социализму» Питера Бейлхарза.

### «Узкие» работы
Среди специализированных работ Твисс выделял прежде всего исследования (очерки, обзоры, статьи, главы и брошюры), посвящённые книге Троцкого «Преданная революция», в которой «объяснялись, интерпретировались, превозносились, критиковались или проверялись» аргументы революционера: «The Bureaucratic Revolution» Макса Шахтмана, «State Capitalism in Russia» Тони Клиффа, «Marxism and the U.S.S.R.» Пола Беллиса (Paul Bellis), «Trotskyism and the Dilemma of Socialism» by Кристофера Хобсона и Рональда Табора (Christopher Z. Hobson and Ronald D. Tabor), а также — «Western Marxism and the Soviet Union» Марселя ван дер Линдена (Marcel van der Linden). Кроме того, Джей Бергман, Дэвид Лоу и Роберт Варт опубликовали статьи, посвященные использованию Троцким аналогии с «термидором», а Роберт Макнейл написал текст о восприятии Троцким самого Сталина. Пересмотр Троцким самих понятий о «термидоре» и «бонапартизме», произошедший в феврале 1933 года, является одной из наиболее обсуждаемых частей эволюции мысли наркома о бюрократии: данному изменению посвящены многочисленные исследования.

### «Наброски» эволюции и книга Твисса
К 2015 году относительно небольшое число работ было сосредоточено непосредственно на эволюции теории советской бюрократии за авторством Троцкого. Самыми «значительными» из них Твисс считал «Trotsky’s Interpretation of Stalinism» Перри Андерсона, «Trotsky on Stalin’s Russia» Зигфрида Бане, «The Revolution Betrayed? From Trotsky to the New Class» Мартина Кригера (Martin Krygier), краткое эссе «Trotsky’s Analysis of Soviet Bureaucratization» Дэвида У. Ловелла, «Троцкистские интерпретации сталинизма» Роберта Макнейла, а также — «Leon Trotsky and the Social Forces Leading to Bureaucracy» и «Leon Trotsky’s Political Economic Analysis of the USSR, 1929-40» Хиллеля Тиктина. В 2014 году вышло первое издание «вдумчивой и дотошной» книги Твисса «Троцкий и проблема советской бюрократии», которую профессор Кевин Мерфи считал началом «более исторически точной и несектантской» дискуссии о природе сталинской системы в СССР.
Возможно, самым важным наследием Троцкого является его попытка понять социальную природу и исторические последствия «бюрократического коллективизма» — то есть, сталинизма.

## Cм. также
- «Преданная революция»
- Теория деформированного рабочего государства
- Троцкий как историк